# ماکرشانه
ماکرشانه (به صربی: Makrešane) یک منطقهٔ مسکونی در صربستان است که در کروشواتس واقع شده‌است. ماکرشانه ۱٬۶۱۸ نفر جمعیت دارد.